# Arachnodes seyrigi
Arachnodes seyrigi är en skalbaggsart som beskrevs av Lebis 1953. Arachnodes seyrigi ingår i släktet Arachnodes och familjen bladhorningar. Inga underarter finns listade.